# Rhabdomastix caudata
Rhabdomastix caudata là một loài ruồi trong họ Limoniidae. Chúng phân bố ở miền Tân bắc.